# ファミリースタジアム (携帯電話アプリ)
『ファミリースタジアム』（Famoly Stadium）は、ナムコ（後のバンダイナムコゲームス）の野球ゲーム・ファミスタシリーズの1作。S!アプリ ・iアプリ・EZアプリの3キャリアで配信されている。
本項では、2007年から配信されている新バージョン『ファミリースタジアムDX』（ファミリースタジアムデラックス）及び、2009年から配信されている姉妹作『ファミスタワイヤレス』についても記述する。

## ファミリースタジアム
2002年から2003年にかけてS!アプリ・iアプリ・EZアプリの順に配信開始。ゲーム内容は1986年発売のファミコン用ソフト『プロ野球ファミリースタジアム』をベースにしているが、選択可能なチームは後述の通り本作の完全オリジナルであり日本野球機構（NPB）をモデルにしたチームは登場しないため「プロ野球」はタイトルに付いていない（家庭用のファミスタシリーズと同様のNPBをモデルにした野球ゲームは、本作のリリースから2年後の2004年より『ファミスタモバイル』として配信されている）。また、登場する球場はピッカリ球場のみに固定されている。
携帯電話向けであることを考慮し、操作は守備・走塁の完全オート化、イニング数を1・3・6・9イニングから選択、各イニングの表・裏が終了した際にオートセーブするなどの配慮が為されている。

### ファミリースタジアムDX
2007年1月25日からEZアプリ（BREW）で配信されているバージョンアップ版。同年から配信されているS!アプリ・3G専用版、2008年1月21日から配信されているiアプリ・横画面版もタイトルに「DX」こそ付かないもののDXをベースとする。
新たなチームが3チーム加わって合計6チームとなり、イニング数は1回から9回まで細かく設定可能になった。球場は阪神甲子園球場をモデルとする「浜風球場」のみに固定されている。

### 登場するチーム
- ナムコスターズ - ファミスタシリーズでは定番の、ナムコキャラクターのオールスターチーム。本作では1986年発売の第1作に登場した際のオリジナルメンバーを再現したクラシック仕様となっているが、ピノが代打でなく最初から1番を打つなど多少のメンバー入れ替えが見られる。
- ヒーローズ - 1986年仕様のナムコスターズに登録されていないナムコキャラクターを中心とする新チーム。中にはアムル（ドラゴンスピリット）や景清（源平討魔伝）のように『ファミスタ'87』以降のナムコスターズに参加経験の有る選手も見られるが、さとる（えりかとさとるの夢冒険）や火縄丸（ピストル大名の冒険）などややマイナーな選手も所属している。なお、1993年発売の『スーパーファミスタ2』に同名の球団が登場しているが、無関係である。
- アクダマーズ - アカベー（パックマン）・ドルアーガ（ドルアーガの塔）・ゾウナ（ワルキューレの冒険）・頼朝（源平討魔伝）など敵キャラクターや大ボス級の悪役が結集したチーム。後にハンゲームのぱちんこファミスタオンライン・ぱちすろファミスタオンラインで極アクダマーズとして再登場し、プロ野球ファミスタオンラインでも極アクダマーズ所属選手のカードが登場した。

以下はDXより追加されたチームである。
- ヒロインズ - アーケード版『SUPERワールドスタジアム'98』に登場した大和撫子プリティーズ、同『1999』に登場したニコタマギャルズと同様の女性キャラクターのみで構成されたチーム。但し、アーケードと違って鉄拳シリーズやソウルキャリバーの女性キャラクターは所属していない。
- ノックアウツ - 『SUPERワールドスタジアム'98』に登場した鉄拳ウォリアーズ（1999で東京ナムコスターズに吸収合併）を事実上の前身とするチーム。鉄拳シリーズとソウルキャリバーの登場キャラクターで構成されており、アーケードではプリティーズに所属していた一部の女性選手も参戦している。
- ナンジャーズ - ナジャヴとナジャミーを始めとするナムコ・ナンジャタウンのマスコットキャラクター群で構成されるチーム。ナムコスターズへの参加経験が有るのはナジャヴのみである。

## ファミスタワイヤレス
2009年10月1日にS!アプリ（3G）、2010年2月1日にiアプリ（FOMA）で配信開始。富士通製のdocomo・F-07Bでは本作がプリインストールされている。
携帯電話のBluetooth機能を使用して、2人対戦プレイを行うことが出来る。登場するチームはナムコスターズとバンダイナムコスターズの2チームのみ。
- バンダイナムコスターズ - Wii版ではナムコスターズから改名した扱いで登場していたが、本作ではナムコスターズとは別の球団として登場する。登録されている選手はヒーローズがベースになっているが、Wii版と同様にまめっち（たまごっち）やハセヲ（.hackシリーズ）などバンダイレーベル関係の選手も何名か参加している。